# Tour de França de 1956
L'edició del Tour de França 1956 vindrà marcada per una llarga escapada que tindrà lloc a la setena etapa entre An Oriant iAngers en què 19 ciclistes aconseguiran 19' d'avantatge sobre els grans favorits. Entre els escapats hi havia Roger Walkowiak, el qual acabarà guanyant el Tour de França amb 1' 25" d'avantatge sobre Gilbert Bauvin.
Prendran part en aquesta edició, des de Reims, 12 formacions de 10 corredors, de les quals sols Itàlia arribarà al complet a París.
El grans triomfadors d'aquesta edició foren el francès Roger Hassenforder, amb 4 triomfs d'etapa, entre elles una escapada en solitari de 187 km a la 21a etapa, entre Lió i Montluçon; i el belga Alfred de Bruyne, amb 3 etapes guanyades.
Per primera vegada s'autoritza el canvi de roda després d'una punxada.

## Resultats

### Classificació general
| Classificació General                 | Classificació General | Classificació General | Classificació General |
| ------------------------------------- | --------------------- | --------------------- | --------------------- |
| 1.                                    | Roger Walkowiak       | França                | 124h01'16"            |
| 2.                                    | Gilbert Bauvin        | França                | a 1'25"               |
| 3.                                    | Jan Adriaenssens      | Bèlgica               | a 3'44"               |
| 4.                                    | Federico M.Bahamontes | Espanya               | a 10'14"              |
| 5.                                    | Nino Defilippis       | Itàlia                | a 10'25"              |
| 6.                                    | Wout Wagtmans         | Països Baixos         | a 10'59"              |
| 7.                                    | Nello Lauredi         | França                | a 14'01"              |
| 8.                                    | Stan Ockers           | Bèlgica               | a 16'52"              |
| 9.                                    | René Privat           | França                | a 22'59"              |
| 10.                                   | Antonio Barbosa       | Portugal              | a 36'31"              |
| 120 participats, 88 acabaren la cursa |                       |                       |                       |

### Gran Premi de la Muntanya
| 1r | Charly Gaul                | 71 pts |
| 2n | Federico Martín Bahamontes | 67 pts |
| 3r | Valentin Huot              | 65 pts |

### Classificació de la Regularitat
| 1r | Stan Ockers     | 280 pts |
| 2n | Fernand Picot   | 464 pts |
| 3r | Gerrit Voorting | 465 pts |

### Classificació per equips
| 1r | Bèlgica |

### Etapes
| Etapa  | Recorregut                   | km       | Guanyador           | Líder            |
| 1a     | Reims - Lieja                | 223      | André Darrigade     | André Darrigade  |
| 2a     | Lieja - Lilla                | 217      | Alfred de Bruyne    | André Darrigade  |
| 3a     | Lilla - Rouen                | 225)     | Arrigo Padovan      | Gilbert Desmet   |
| 4a (a) | Circuit de Rouen-Les-Essarts | 15 (CRI) | Charly Gaul         | Gilbert Desmet   |
| 4a (b) | Rouen - Caen                 | 125      | Roger Hassenforder  | André Darrigade  |
| 5a     | Caen - Saint-Malo            | 189      | Joseph Morvan       | André Darrigade  |
| 6a     | Saint-Malo - An Oriant       | 192      | Alfred de Bruyne    | André Darrigade  |
| 7a     | An Oriant - Angers           | 244      | Alessandro Fantini  | Roger Walkowiak  |
| 8a     | Angers - La Rochelle         | 180      | Miquel Poblet       | Roger Walkowiak  |
| 9a     | La Rochelle - Bordeus        | 219      | Roger Hassenforder  | Roger Walkowiak  |
| 10a    | Bordeus - Baiona             | 201      | Alfred de Bruyne    | Gerrit Voorting  |
| 11a    | Baiona - Pau                 | 255      | Nino Defilippis     | André Darrigade  |
| 12a    | Pau - Luchon                 | 130      | Jean-Pierre Schmitz | Jan Adriaenssens |
| 13a    | Luchon - Tolosa              | 176      | Nino Defilippis     | Jan Adriaenssens |
| 14a    | Tolosa - Montpeller          | 231      | Roger Hassenforder  | Jan Adriaenssens |
| 15a    | Montpeller - Ais de Provença | 204      | Joseph Thomin       | Wout Wagtmans    |
| 16a    | Ais de Provença - Gap        | 203      | Jean Forestier      | Wout Wagtmans    |
| 17a    | Gap - Torí                   | 234      | Nino Defilippis     | Wout Wagtmans    |
| 18a    | Torí - Grenoble              | 250      | Charly Gaul         | Roger Walkowiak  |
| 19a    | Grenoble - Saint-Étienne     | 173      | Stan Ockers         | Roger Walkowiak  |
| 20a    | Saint-Étienne - Lió          | 73 (CRI) | Miguel Bover        | Roger Walkowiak  |
| 21a    | Lió - Montluçon              | 237      | Roger Hassenforder  | Roger Walkowiak  |
| 22a    | Montluçon - París            | 331      | Gastone Nencini     | Roger Walkowiak  |